# クセノフィオフォラ
クセノフィオフォラ （Xenophyophore）は体長数mmから数十cmの巨大な単細胞の原生動物で、世界中の海洋、特に深海平原に多く見られる。外来物を膠着して作った殻を持つ。
クセノフィオフォラはその大きさゆえに、1889年に記載された当時は海綿として扱われていた。1907年に海綿から根足虫、有殻アメーバへと移され、現在では原生動物における独自の分類群として認識されている。2003年の分子系統解析に基づく報告によれば、クセノフィオフォラは特殊化した有孔虫の仲間であるとされている。おおよそ2目14属50種が記載されており、直径が20cmに及ぶ巨大種 Syringammina fragillissima などが知られている。

## 概要
クセノフィオフォラは、その生息域が深海に限定された数少ない高次分類群である。生息深度はおよそ500-8,000mで、栄養塩に富む湧昇域や海山、大陸棚などを中心に分布する。熱帯の海域では水深1-20mの浅瀬にも生息するという報告もあるが、これを疑問視する意見もある。
クセノフィオフォラは、その広い分布の割りにさほど知られていない。それはクセノフィオフォラが多彩な外見を示す上に、繊細で壊れやすい生物だからである。深海性のクセノフィオフォラが人の目に付く所まで流されてくる事はあるが、潮流による撹乱の影響が大きい浅海では生体の形状が歪んだり、或いは壊れたりしてしまう。ゆえに、その全体像が明らかになるには深海探査技術の発展を待たねばならなかった。

## 細胞構造
クセノフィオフォラの形状は、平らな円盤状、四面体、樹状、フリルのような形や球形の海綿にも似た形状など多岐に渡る。基本構造は粘性のある細胞質の塊で、無数の細胞核がまんべんなく分布している。細胞質は“granellare”と呼ばれる、厚さ2-5μmのセメント質（硫酸バリウムの結晶）より成る枝分かれした構造内に収まっている。
細胞質と granellare の外側は、細胞が糊状の物質を分泌して自身の排泄物を固化、形成した管状構造“stercomata”が取り巻いている。さらにその外側には、自身の分泌物と外来の膠着物から成る殻 (test) が存在する。この殻には、泥や砂粒などの粒子のほか海綿の骨片や放散虫の骨針、有孔虫の殻などが含まれている。この特徴的な細胞外構造は“Xenophyophore”という名前の由来にもなっている（ギリシア語で xeno- '外来の・異質な'、phy-o- '物'、-phora ＝ -phorus '着けている'）。また、後述するスタノマ目 （Stannomida）のクセノフィオフォラは、linellae と呼ばれるシルク様のタンパク質から成る繊維をまとっており、これの有無はクセノフィオフォラの2目を分ける分類基準となっている。

## 生態
クセノフィオフォラは海底に張り付いて餌を待つ従属栄養生物である。捕食の為に粘液質を放出し、これによって餌粒子を捕捉する。海溝のようにクセノフィオフォラが密集した狭い場所では、この粘液質は海底の大部分を覆うほどになる。密度の高い地域では細胞密度が2,000個体/100m2 に達するまでに優占する。クセノフィオフォラの摂食様式はアメーバのものに近く、仮足を伸ばして食物を包んで取り込む。大部分のクセノフィオフォラは表在性であるが、唯一 Occultammina profunda だけは埋在性で、底質の内部6cm程度の深さに埋没して生活している。逆に、固い基質のみを好む Semipsammina 属などもあり、生息地の好みが分かれている。
継続的に堆積物の集積と構造物の形成を行うクセノフィオフォラは、その殻が等脚類の住処として機能するなどの理由から、底生生物の生態系において重要な地位を占めると考えられている。クセノフィオフォラが優占する海底では、他の場所よりも底生性の甲殻類や棘皮動物、軟体動物などが3-4倍も多いという報告もある。殻が利用されるだけでなく、クセノフィオフォラ自体が他の生物と共生関係を持っている場合もある。殻に同棲する生物としては Hebefustis 属の等脚類の他、星口動物、多毛類、線虫など幅広い生物群が知られており、中でもカイアシ類は半永久的な同居を行う。他にクモヒトデもクセノフィオフォラの表面や下側からよく発見され、何らかの関係を築いていると考えられている。これら他の生物との関連と世界中の海洋に分布する事を併せ、クセノフィオフォラは底生生物群集の多様性維持に不可欠な要素であると考えられている。反面、様々な生物との関係や安定した大量の基質を要求する生物であるがゆえに、クセノフィオフォラの培養は未だ成功例がない。

## 生活環
分裂により無性的に増えると考えられているが、詳細は不明である。2本鞭毛の鞭毛虫型遊走子の接合による有性生殖を行う可能性も示唆されている。

## 分類

### 現生種
クセノフィオフォラ全体としては綱レベルの分類群として扱う向きが有力で、クセノフィオフォラ綱（Xenophyophorea）に分類されている。下位分類群にはプサミナ目とスタノマ目（いずれも Tendal 1972 による）の2目が設けられている。
Order Psamminida プサミナ目
硬い殻を持つグループで、殻には外来物を膠着している。
- Family Psammettidae プサメッタ科

殻はがっしりとした塊状になる。外来物は無秩序に膠着されている。
- Psammetta、Homogammina、Maudammina

- Family Psamminidae プサミナ科

殻の形は様々だが、一般に硬くて脆い。膠着物は層をなす。
- Psammina、Semipsammina、Galatheammina、Reticulammina、Spiculammina

- Family Syringamminidae シリンガミナ科

殻は明瞭な網状構造をとり、脆い。
- Syringammina、Occultammina、Aschemonella

- Family Cerelasmidae セレラスマ科

殻は無いか断片的で、非常に壊れやすい。水深3,660-4,829mの深部に棲む。
- Cerelasma

Order Stannomida スタノマ目（スタノフィルム目）
柔軟な殻を持つグループ。外来物の膠着は少ないが、linellae の長い繊維をまとっている。
- Family Stannomidae スタノマ科（スタノフィルム科）

殻は無いか柔らかく、枝分かれした樹状の形態を示す。水深3,814-4,930m。
- Stannoma、Stannophyllum

### 化石種
少数ながら、クセノフィオフォラと考えられている化石も見つかっている。古くから世界各地でハニカム型の紋様を持つ石が発見されており、これは当初、動物が岩表面の付着物を摂食した痕跡や、穿孔性の貝などが切削した道筋などのいわゆる生痕化石であると考えられていた。また、その形状の類似から、緑藻類のアミミドロに近縁な生物の化石であるとする意見もあった。このような石は日本では亀甲石などと呼ばれ、和歌山県西牟婁郡などから発見されている。
1994年、このハニカム模様の石と、埋在性のクセノフィオフォラである Occultammina 属が形成する殻の相同性を論じる報告が為され、これらの化石はクセノフィオフォラに由来するという見解で議論は一応の決着をみた。しかしながら、化石に刻まれたハニカム模様は現生のクセノフィオフォラが形作る構造よりも規則性が高く、両者の形態には若干の乖離がある。また、化石がクセノフィオフォラの殻であることを示す直接的な証拠は得られていない。
（所属不明）
- Paleodictyon （コダイアミモ）

### 英語版の参考文献
- Pawlowski J, Holzmann M, Fahrni J, Richardson SL (2003). “Small subunit ribosomal DNA suggests that the xenophyophorean Syringamma corbicula is a foraminiferan”. Journal of Eukaryotic Microbiology 50 (6):  483-7. PMID 14733441
- Gubbay S, Baker M, Bettn B, Konnecker G. (2002). "The offshore directory: Review of a selection of habitats, communities and species of the north-east Atlantic", pp. 74?77. Retrieved July 15, 2005
- NOAA Ocean Explorer "Windows to the deep exploration: Giants of the protozoa", p. 2. Retrieved July 15, 2005